# 張翼 (三國)
張翼（？—264年），字伯恭，益州犍為武陽人，是三國時期蜀漢的將領，官至左車騎將軍，領冀州刺史。

## 生平
張翼為張良之後，張翼高祖父司空张晧的六世祖為張良，張翼的曾祖父是广陵太守张纲。
建安十九年（214年），劉備平定益州，自領益州牧，張翼被任命為書佐。
建安末年，張翼被舉為孝廉，为江陽长。迁梓潼太守，累迁至廣漢、蜀郡太守。

### 顧全大局
建興九年（231年），任庲降都督、綏南中郎將。張翼執法嚴厲，得不到當地民族的民心。
建興十一年（233年），南夷豪帥劉胄作亂，群兵討伐，但不能打敗；朝廷便召他回朝，手下都認為他應馬上趕回朝謝罪，張翼說：“不能！蠻夷因我而反亂，不稱職而被召回，我剛到戰場，應該運糧積谷，做好消滅劉胄的準備，豈能因為罷免公職原因而耽誤朝廷之事。”於是統領不松懈，讓馬忠代任到后才出發。馬忠因為張翼的準備而消滅劉胄，諸葛亮聽後極為贊許。
建興十二年（234年），隨諸葛亮北伐，諸葛亮出兵到武功，以張翼為前軍都督，領扶風太守。是年八月，諸葛亮病逝，張翼被任命為前領軍。其後因此前征討劉胄之功，賜爵關內侯。

### 亢維之銳
延熙元年（238年），張翼入朝為尚書，不久又遷督建威，假節，進封都亭侯，征西大將軍。
延熙十八年（255年），張翼和衛將軍姜維回成都，姜維打算再次出兵；只有張翼在朝廷上力爭，認為國小民勞，不應濫用武力。姜維不聽從，令張翼等人出征，升張翼為鎮南大將軍。姜維在狄道大破魏雍州刺史王經，使王經的士卒死于洮水數以萬計，退守狄道。張翼對姜維說：“可到此為止了，不宜再進，再進有可能毀掉已取得的大功。”姜維不聽，圍王經於狄道，始終不能攻克城池。後來魏國派征西將軍陳泰救援，姜維只好撤退到鐘題駐兵。自張翼常有不同的意見，姜維仍常帶張翼率軍，使張翼不得不同行。

### 死於兵亂
景耀二年（259年），官拜左车骑将军，领冀州刺史。
景耀六年（263年）夏，魏军大举伐蜀，張翼与廖化、董厥等率軍抵抗，張翼受命與董厥前往陽安關口作為各圍守的外援，後與姜維、廖化合兵退保劍閣，以抵御魏將鍾會的大軍，鍾會始終未能攻破劍閣。是年冬，蜀主刘禅向偷渡陰平的魏軍鄧艾投降，張翼得到劉禪投降的敕令，與姜維等人在涪縣向鍾會投降，蜀漢亡。
咸熙元年（264年）正月，張翼隨鍾會至成都，後鍾會密謀造反，張翼為亂兵所殺。

## 家庭
- 先祖
  - 張良，字子房，漢初三杰之一，漢朝開國功臣，曾任太子太傅，封留侯。
- 高祖
  - 张晧，字叔明，漢順帝時官至司空，《後漢書》有傳。
- 曾祖
  - 张纲，字文紀，漢順帝時曾廣陵太守，《後漢書》有傳。
- 子
  - 張微，官至廣漢太守，西晉末年戰死於民亂。華陽國志曰：翼子微，篤志好學。
- 孙
  - 張存，張微子
  - 张启，江阳太守，杀行益州刺史王异而代之，不久病卒。

## 評價
- 时人语曰：「前有王（王平）、句（句扶），后有张（張翼）、廖（廖化）。」（《三国志·蜀书·黄李吕马王张传第十三》裴松之注引《華陽國志》）
- 陳壽：「芝坚贞简亮，临官忘家，张翼亢姜维之锐，宗预御孙权之严，咸有可称。」（《三国志·蜀书·鄧張宗楊傳第十五》）
- 常璩：「车骑怏怏，与国安危。」（《华阳国志·卷十·先贤士女总赞中》）

## 艺术形象

### 三國演義
演義中初次登場身分為劉璋麾下部將，與劉璝、張任、卓膺等同守雒城。隨著卓膺投降，張任也被捕處斬後，僅剩張翼和劉璝在雒城抵抗劉備的進攻，後張翼於城樓上刺殺劉璝，開城投降劉備軍。
蜀漢建立後，作為南征和北伐的主力將領參戰。諸葛亮死後，做為其中一名資深歷戰的將領，雖然與姜維不和，但跟姜維、夏侯霸、廖化等人依然是姜維北伐的主力人物，亦是死於姜維和鍾會的叛亂中的其中一人。

### 影视形象
- 1994年电视剧《三国演义》：分别由齐文强、全力平饰演张翼

## 延伸阅读
[在维基数据编辑]
 《三國志·卷45》，出自陳壽《三國志》
 在维基共享资源阅览影像
| 前任： 李恢           | 蜀汉庲降都督 231年—233年   | 繼任： 馬忠 |
| 前任： 車騎將軍夏侯霸 | 蜀汉左車騎將軍 259年—263年 | 繼任： 末任 |